# Raytheon Missiles & Defense
Raytheon Missiles & Defense (RMD) là một trong số công ty thành viên của Tập đoàn công nghệ Raytheon. Công ty có trụ sở đặt tại Tucson, Arizona, chủ tịch hiện tại là Wes Kremer. Các mảng kinh doanh của công ty bao gồm sản xuất các thiết bị quân sự công nghệ cao, bao gồm hệ thống phòng không, tên lửa, vũ khí chính xác, radar cũng như hệ thống chỉ huy và quản lý chiến trường.

## Các sản phẩm
Các sản phẩm của công ty bao gồm:
- Active Denial System vũ khí phi sát thương sóng mm
- AGM-65 Maverick tên lửa không đối đất
- AGM-88 HARM tên lửa không đối đất
- AGM-129 ACM tên lửa không đối đất
- AGM-154 Joint Standoff Weapon bom dẫn đường
- AGM-176 Griffin tên lửa không đối đất
- AIM-7 Sparrow tên lửa không đối không
  - RIM-7 Sea Sparrow tên lửa đất đối không trên tàu
- AIM-9 Sidewinder tên lửa không đối không
- AIM-54 Phoenix tên lửa không đối không
- AIM-120 AMRAAM tên lửa không đối không
- AN/SPY-6 Radar cảnh báo máy bay và tên lửa trên tàu chiến
- AN/TPY-2 radar cho hệ thống phòng thủ tên lửa THAAD
- AN/AQS20C
- AN/ASQ-235 Hệ thống vô hiệu hóa mìn từ trên máy bay Airborne Mine Neutralization System (AMNS)
- BGM-71 TOW tên lửa chống tăng
- BGM-109 Tomahawk tên lửa hành trình
- Coyote hệ thống máy bay không người lái
- David's Sling tên lửa phòng không/tên lửa chống tên lửa đạn đạo (liên kết với Rafael Advanced Defense Systems)
- Đạn có điều khiển tăng tầm[3]
- Hệ thống chống tên lửa đạn đạo Exoatmospheric Kill Vehicle
- FGM-148 Javelin anti-tank missile
- FIM-92 Stinger person-portable air defense system surface-to-air missile
- M982 Excalibur guided artillery round
- MIM-23 Hawk surface-to-air missile
- MIM-104 Patriot surface-to-air missile
- Paveway laser-guided bomb
- Phalanx CIWS naval anti-missile defense system
- RIM-116 Rolling Airframe Missile naval surface-to-air missile
- RIM-162 Evolved Sea Sparrow Missile naval surface-to-air missile
- Standard Missile family of naval missiles
  - RIM-66 Standard
  - RIM-67 Standard
  - RIM-161 Standard Missile 3
  - RIM-174 Standard ERAM
- SAM-N-2 Lark

1. ↑  Raytheon Missiles & Defense. "Raytheon Missiles & Defense Website".
2. ↑  Raytheon Technologies Business Overview. "Raytheon Technologies Business Overview". {{Chú thích web}}: |last= có tên chung (trợ giúp)
3. ↑  "Raytheon Company: Products & Services: ERGM". www.raytheon.com. Bản gốc lưu trữ ngày 25 tháng 8 năm 2007. Truy cập ngày 13 tháng 1 năm 2022.